# Karol Fryderyk (książę Saksonii-Meiningen)
Karol Fryderyk (książę Saksonii-Meiningen) (niem. Karl Friedrich von Sachsen-Meiningen, ur. 18 lipca 1712 w Meiningen, zm. 28 marca 1743 tamże) – książę Saksonii-Meiningen. Pochodził z rodu Wettynów. Jego władztwo było częścią Świętego Cesarstwa Rzymskiego Narodu Niemieckiego.
Urodził się jako trzeci żyjący syn księcia Saksonii-Meiningen Ernesta Ludwika I i jego pierwszej żony księżnej Doroty Marii. Po śmierci ojca 24 listopada 1724 został następcą tronu, a 24 lutego 1729, kiedy zmarł jego starszy brat książę Ernest Ludwik II nowym monarchą.
Regencję w jego imieniu sprawowali książę Saksonii-Gothy-Altenburga: Fryderyk II (do swojej śmierci w 1732) i Fryderyk III (do 1733).
Zmarł bezżennie i bezdzietnie. Jego następcą został stryj Fryderyk Wilhelm.
W 1737 został odznaczony Orderem Orła Białego.